# Liste des lieux patrimoniaux du comté de Dufferin
Cet article recense les lieux patrimoniaux du comté de Dufferin inscrits au répertoire des lieux patrimoniaux du Canada, qu'ils soient de niveau provincial, fédéral ou municipal.

## Liste
| [ 1 ] | Lieu patrimonial            | Illustration                | Municipalité | Adresse         | Coordonnées      | No    | Constr. | Prot.                                | Rec. | Notes |
| ----- | --------------------------- | --------------------------- | ------------ | --------------- | ---------------- | ----- | ------- | ------------------------------------ | ---- | ----- |
| P     | Dufferin County Court House | Dufferin County Court House | Orangeville  | 51, Zina Street | 43.9224 -80.6633 | 10426 | 1881    | Ontario Heritage Foundation Easement | 1992 |       |